# Enrique Guerra
Enrique Sánchez-Guerra Mosquera, conocido como Enrique Guerra (¿? - Puentecesures; 1948), fue un fotógrafo y periodista español.

## Trayectoria
Fotógrafo con estudios en la calle Calderería de Santiago de Compostela. Fue correspondiente gráfico de Vida Gallega en Santiago de Compostela. Dirigió el semanario Miña Terra. Fue uno de los fundadores y el primer director del coro Cantigas e Agarimos. Durante la dictadura de Primo de Rivera fue nombrado concejal de Santiago de Compostela en abril de 1924. Dimitió como concejal en junio de 1926.

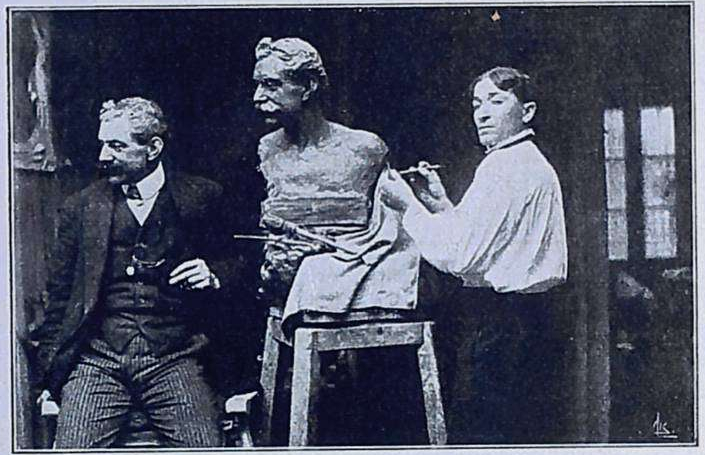
Francisco Asorey finalizando el busto de Enrique Guerra, 1914.

## Vida personal
Se casó con Obdulia Sánchez Vaamonde el 22 de diciembre de 1902.